# 前253年
| 千纪： | 前1千纪 |
| 世纪： | 前4世纪 \| 前3世纪 \| 前2世纪                                                                                         |
| 年代： | 前280年代 \| 前270年代 \| 前260年代 \| 前250年代 \| 前240年代 \| 前230年代 \| 前220年代                               |
| 年份： | 前258年 \| 前257年 \| 前256年 \| 前255年 \| 前254年 \| 前253年 \| 前252年 \| 前251年 \| 前250年 \| 前249年 \| 前248年 |
| 纪年： | 齊王建十二年 趙孝成王十三年 魏安僖王二十四年 韓桓惠王二十年 秦昭襄王五十四年 楚考烈王十年 衛懷君四十年 燕王喜二年     |

## 大事記
- 第二次敘利亞戰爭（前260-前253年）結束。
- 秦昭襄王郊見上帝於雍。
- 楚遷都巨陽。

## 逝世
- 趙平原君卒。